# Caroline-Atoll
Das Caroline-Atoll ist ein unbewohntes Korallenatoll im zentralen Pazifischen Ozean, das zu Kiribati gehört. Es besteht aus den drei Hauptinseln Nake Islet (Koordinaten 9° 54' 27" S, 150° 13' 10" W), Long Islet (9° 56' 07" S, 150° 12' 44" W) sowie South Islet (10° 00' 00" S, 150° 14' 39" W). Obwohl das Atoll aus mehreren Inseln besteht, wird es oft auch als Caroline Island bezeichnet. Man rechnet das Atoll zur Gruppe der südlichen Line Islands.
Aufgrund der Feierlichkeiten zum Millennium im Jahre 2000 wurde das Atoll umbenannt und trägt nun offiziell den Namen Millennium Island (Millenniumsinsel). Es liegt 1107 km südlich des Äquators, sowie 849 km nördlich und ein wenig westlich von Papeete, Tahiti. Von den nächstgelegenen Inseln Flint und Vostok im Westen ist es jeweils etwa 230 km entfernt.
Weitere Namen der Vergangenheit waren Hirst Island, Clark Island und Independence Island.

## Geographie
Das Caroline-Atoll ist ein leicht sichelförmiges Atoll mit einer Gesamtfläche von 24 km², das aus einem Korallenriff besteht, welches eine schmale Lagune umgibt. Zum Atoll gehören etwa 39 kleine Inseln (Motus) unterschiedlicher Größe, deren Landfläche zusammen 3,76 km² ergibt. 1965 wurden bei Niedrigwasser nur 15 separate, durch Wasserarme voneinander getrennte Inseln unterschieden, und anhand von kahlem, trockenen Korallenkalk darauf geschlossen, dass es noch früher 25 Inseln waren. Die Ausdehnung in Nord-Süd-Richtung beträgt 13 km, in Ost-West-Richtung 2,5 km. Die Lagune misst 8,7 × 1,2 km, mit einer Fläche von 6,3 km². Im Allgemeinen sind die Inseln nur 4,5 bis 6 m hoch; die höchste Erhebung liegt 6 m über dem Meeresspiegel.

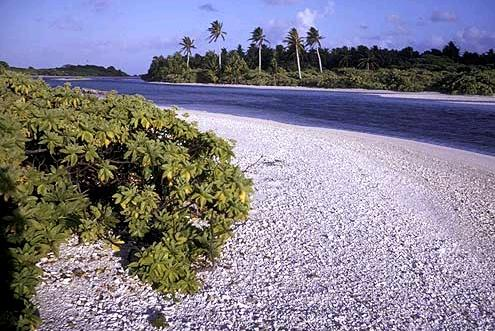
Ein Kanal trennt Long Islet im Vordergrund von Nake Islet im Hintergrund

Das Atoll wird im Norden und im Süden von etwas größeren Inseln begrenzt. Die längliche Insel im Norden trägt den Namen Nake Islet. Im Süden wird das Atoll begrenzt von South Islet. Weitere Inselchen beschließen das Atoll im Westen (Bird Islet), im Nordosten (Long Islet) und im Osten (Pig Islet, Brothers Islet und Arundel Islet).
Wie alle Atolle bestehen die Inseln des Caroline-Atolls aus Sandablagerungen und Kalksteinfelsen. Diese stammen aus dem Korallenriff, das sich ungefähr 1,6 km vom Ufer ausdehnt. Das Riff fällt bei Niedrigwasser nicht trocken. Auf dem Caroline-Atoll gibt es keine natürlichen Ankerplätze oder tiefe Durchfahrten von außerhalb in die meist flache Lagune.
Landungen sind daher nur mit kleineren, flachgehenden Booten an einer Stelle mit einem kleinen Riffdurchbruch nordöstlich von South Islet möglich. Bei Hochwasser ist es innerhalb des Riffs möglich, mit dem Boot einen Strand zu erreichen, bei Niedrigwasser muss etwa 400 m durch knietiefes Wasser gewatet werden.
Süßwasservorkommen (Aquifer) gibt es unter Nake Islet und South Islet. Zum temporären Gebrauch finden sich zwei Zapfstellen auf South Islet und eine auf Nake Islet, ansonsten kann an den relevanten Stellen nach Wasser gegraben werden.

## Liste der Inselketten und Einzelinseln
| Inselkette/Einzelinsel         | Fläche ha     | Koordinaten                       | Lage     | Anzahl Inseln |
| ------------------------------ | ------------- | --------------------------------- | -------- | ------------- |
| Nake Islet                     | 91,7          | 09° 54′ 43,0″ S, 150° 12′ 18,0″ W | Nord     | 1             |
| Long Islet (Millennium Island) | 76,0          | …                                 | Nordost  | 1 Anm. 1      |
| Southern Nake Islets           | 16,2          | …                                 | Nordwest | 7             |
| Central Leeward Islets         | 47,9          | …                                 | West     | 11            |
| Southern Leeward Islets        | 11,2          | …                                 | Südwest  | 5             |
| Windward Islets                | 51,36         | …                                 | Ost      | 13            |
| South Islet (Rimapoto)         | 104,4         | …                                 | Süd      | 1             |
| Caroline Atoll                 | 398,76 Anm. 2 | 09° 56′ 13,0″ S, 150° 12′ 48,0″ W |          | 39            |

Anmerkungen:

## Liste der Inseln
| Insel                                    | Land- fläche ha | Koordinaten                       | Gruppe                  |
| ---------------------------------------- | --------------- | --------------------------------- | ----------------------- |
| Nake Islet                               | 91,7            | 09° 54′ 43,0″ S, 150° 12′ 18,0″ W | -                       |
| Long Islet (Millennium Island)           | 76              | …                                 | -                       |
| Pandanus Islet                           | 7,4             | …                                 | South Nake Islets       |
| Danger Islet                             | 2,7             | …                                 | South Nake Islets       |
| Booby Islet                              | 0,8             | …                                 | South Nake Islets       |
| Coral Islet                              | 1,7             | …                                 | South Nake Islets       |
| Lone Palm Islet                          | 2               | …                                 | South Nake Islets       |
| Motu Kota („Red-footed Booby Islet“)     | 0,6             | …                                 | South Nake Islets       |
| Motu Mouakena („Masked Booby Islet“)     | 1               | …                                 | South Nake Islets       |
| Motu Mannikiba („Seabird Islet“)         | 21,5            | …                                 | Central Leeward Islets  |
| Blackfin Islet                           | 2,6             | …                                 | Central Leeward Islets  |
| Motu Matawa („White Tern Islet“)         | 1,7             | …                                 | Central Leeward Islets  |
| Emerald Islet                            | 8,3             | …                                 | Central Leeward Islets  |
| Shark Islet                              | 8               | …                                 | Central Leeward Islets  |
| Scarlet Crab Islet                       | 0,5             | …                                 | Central Leeward Islets  |
| Motu Nautonga („Sea Cucumber Islet“)     | 0,3             | …                                 | Central Leeward Islets  |
| Azure Islet                              | 0,2             | …                                 | Central Leeward Islets  |
| Reef Flat Islet                          | 0,1             | …                                 | Central Leeward Islets  |
| Bird Islet                               | 4,1             | …                                 | Central Leeward Islets  |
| Fishball Islet                           | 0,6             | …                                 | Central Leeward Islets  |
| Motu Raurau („Blue-Gray Noddy Islet“)    | 3,5             | …                                 | Southern Leeward Islets |
| Motu Eitei („Frigatebird Islet“)         | 1,4             | …                                 | Southern Leeward Islets |
| Pisonia Islet                            | 2,4             | …                                 | Southern Leeward Islets |
| Motu Kimoa („Rat Islet“)                 | 1,8             | …                                 | Southern Leeward Islets |
| Motu Ana-Ana („Anne’s Islet“)            | 2,1             | …                                 | Southern Leeward Islets |
| Bosun Bird Islet                         | 0,9             | …                                 | Windward Islets         |
| Windward Islet                           | 11,4            | …                                 | Windward Islets         |
| Crescent Islet                           | 3,1             | …                                 | Windward Islets         |
| Motu Atibu („Coral Rubble Islet“) Anm. 1 | (0,02)          | …                                 | Windward Islets         |
| North Pig Islet                          | 5,4             | …                                 | Windward Islets         |
| Pig Islet                                | 7,2             | …                                 | Windward Islets         |
| Skull Islet                              | 0,02            | …                                 | Windward Islets         |
| North Brothers Islet                     | 1,7             | …                                 | Windward Islets         |
| Brothers Islet                           | 4,3             | …                                 | Windward Islets         |
| Noddy Rock                               | 0,02            | …                                 | Windward Islets         |
| North Arundel Islet                      | 0,9             | …                                 | Windward Islets         |
| Arundel Islet                            | 7,3             | …                                 | Windward Islets         |
| Tridacna Islet                           | 9,1             | …                                 | Windward Islets         |
| South Islet (Rimapoto)                   | 104,4           | …                                 | -                       |
| Caroline Atoll                           | 398,76 Anm. 2   | 09° 56′ 13,0″ S, 150° 12′ 48,0″ W | Caroline Atoll          |

Anmerkungen:

## Klima
Auf dem Caroline-Atoll herrscht tropisches Klima mit recht gleichmäßigen Temperaturen. Es gibt plötzliche Schauer, meist nachts. Die meiste Zeit des Jahres weht ein südöstlicher Wind, daneben kommen aber auch Winde aus östlicher und nördlicher Richtung vor.

## Flora und Fauna

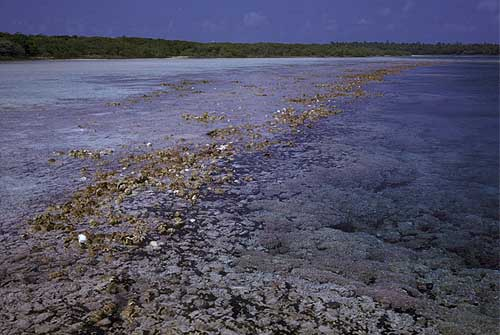
Tridacna-Muscheln in der Lagune, im Hintergrund South Islet

Da das Caroline-Atoll als ursprünglichster Ort der Line Islands gilt, wurde überlegt, das Atoll zum Weltnaturerbe zu erklären.
Die meisten Inseln sind mit zahlreichen Kokospalmen bewachsen. Daneben finden sich auch Reste von niedrigen Waldungen. Es werden genannt: Schraubenbäume (Pandanus), Heliotrope (Heliotropium), Morinda. Hier und da soll es größere Calophyllum-Gewächse geben. Auf Pig Islet findet sich einer der größten Bestände an Pisonia-Bäumen (Pisonia grandis) im Pazifik.
Das Atoll ist ein wichtiger Brutraum für Zug- und Seevogelarten. Insbesondere kommen Rußseeschwalben (Onychoprion fuscatus) vor (eine Kolonie dominiert die östlichen Inseln) sowie der Bindenfregattvogel (Fregata minor). Das Atoll beheimatet eine der größten Populationen des Palmendiebes (Birgus latro). Weitere erwähnenswerte Tiere sind die Suppenschildkröte (Chelonia mydas) und Riesenmuscheln (Tridacna, Tridacnidae). Als einziger Säuger kommt eine rötlich-braune Ratte vor (Rattus norvegicus, unklar). Sowohl am Riff wie auch innerhalb der Lagune leben diverse Fischarten und andere Meerestiere.

## Geschichte
Am 4. Februar 1521 soll Ferdinand Magellan im Verlauf seiner Pazifik-Überquerung das von ihm Isla de los Tiburones („Insel der Haie“) genannte Atoll passiert haben. Am 21. Februar 1606 erreichte Pedro Fernández de Quirós das Atoll und fand keine Bewohner vor, nur ein altes Kanu.

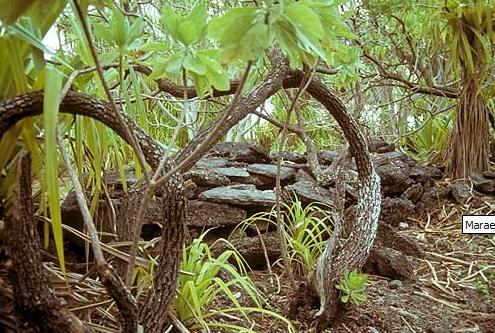
Überrest einer polynesischen Stätte auf Nake Islet

William Robert Broughton, Kapitän der HMS Providence, gab dem Atoll den Namen „Caroline Island“. Er erwähnte am 16. Dezember 1795 dessen dünne Besiedlung durch Polynesier. Auf Nake Islet und South Islet fand man später Beweise für eine frühe Besiedlung durch Polynesier in Form von Gräbern, Queräxten und Resten ritueller Stätten.
Im Jahr 1821 wurde Caroline erneut durch das englische Walfangschiff Supply angesteuert und nach dessen Kapitän Thornton Island genannt. Danach wurde das Atoll in größeren Abständen von verschiedenen Schiffen aufgesucht. Einen ausführlichen Bericht verfasste Frederick Debell Bennett, der Caroline 1835 besuchte, im Jahr 1840. Dieser Bericht wurde im Jahr 1935 im Paradise of the Pacific Magazin erneut abgedruckt. Zwischen 1865 und 1872 wurden Kokosnüsse angebaut. Am 9. Juli 1868 wurde die britische Flagge gehisst und das Atoll damit dem Empire eingegliedert. Zu dieser Zeit lebten 27 Personen auf der Südinsel. Ihre Lebensgrundlage war die Geflügelhaltung, Schweinezucht und Fischfang. Auch Kokosöl wurde gewonnen und Fisch eingesalzen. Ab 1872 wurde das Eiland zum Guanoabbau verpachtet. Damals legten Schiffe an einer Boje außerhalb des Riffs an. Zahlreiche Wracks zeugen von dieser Zeit.
1883 reiste eine Expedition der amerikanischen Astronomen von Callao in Peru zum Caroline-Atoll an Bord des Schiffes USS Hartford, um eine totale Sonnenfinsternis am 6. Mai 1883 zu beobachten. Eine Expedition der französischen Staatsmarine beobachtete die Finsternis ebenfalls. Von den Franzosen wurde eine Karte angefertigt und verschiedene Tiere und andere Objekte gesammelt.
Allmählich verringerte sich die Bevölkerung. 1926 gab es nur noch zehn Einwohner, 1936 gab es dann nur noch zwei polynesische Familien. Zum Ende der 1930er Jahre wurde das Eiland aufgegeben und ist seitdem unbewohnt. 1972 wurde es Teil der britischen Kolonie Gilbert- und Elliceinseln und gehört seit 1979 zur neu gegründeten Republik Kiribati. Gelegentlich wird es noch von Koprasammlern aufgesucht. In den 1990er-Jahren schloss die Regierung von Kiribati einen Vertrag mit einem französisch-polynesischen Unternehmen, welches Pläne zur Entwicklung des Atolls äußerte und ein kleines Gehöft anlegte.

## Umbenennung und Millenniumsfeier

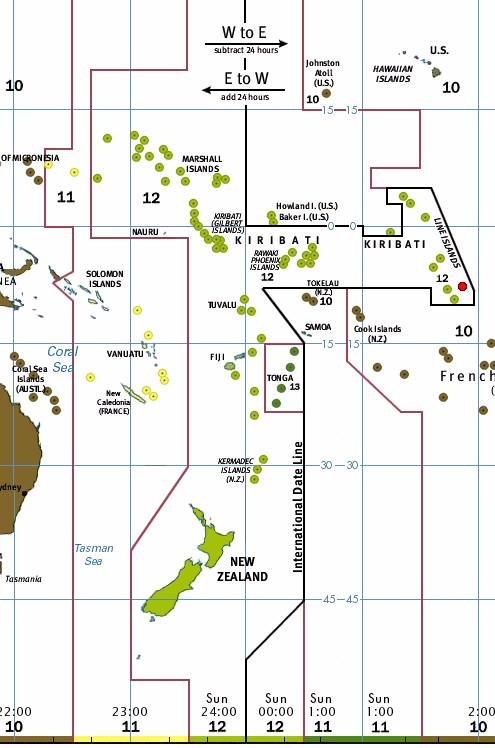
Ab 1995 neue Datumsgrenze mit dem Caroline-Atoll (rot hervorgehoben) als nun östlichstem Ort Kiribatis

1994 verkündete die Republik von Kiribati eine Änderung der Zeitzone für den Verwaltungskreis Kiritimati (Line Islands), die mit Beginn 1995 eine Zonenzeit von UTC+14 verwenden. Hierdurch verschob sich die internationale Datumsgrenze innerhalb Kiribati über 1000 Kilometer weiter nach Osten. Ganz Kiribati kam hierdurch mit einheitlichem Datum auf die asiatische bzw. westliche Seite der Datumsgrenze. Caroline hat somit jetzt die gleiche Uhrzeit wie Hawaii und Tahiti, ist ihnen datumsmäßig jedoch einen Tag voraus.
Aufgrund des großen allgemeinen Interesses, die Ankunft des neuen Jahrtausends mit dem Beginn des Jahres 2000 zu feiern, wurde das Caroline-Atoll in „Millennium Island“ umbenannt. Teburoro Tito, der Präsident Kiribatis, initiierte auf der Insel eine Feier. Diese wurde gemeinsam mit gebürtigen Einwohnern Kiribatis durchgeführt und weltweit per Satellit übertragen. Die Kritik, dass die Neuordnung der Zeiten Kiribatis zum Zwecke der Millenniumsfeier und nicht zu dem des territorial einheitlichen Datums erfolgt wäre, wurde seitens der kiribatischen Regierung zurückgewiesen.